# آن فينيكس
آن فينيكس (بالإنجليزية: Ann Phoenix)‏ هي عالمة نفس بريطانية، ولدت في 27 مارس 1955.